# Хохотва, Семён Васильевич
Семён Васильевич Хохотва (12 августа 1930 года — 14 августа 2017 года) — тракторист колхоза имени Горького Гуляйпольского района Запорожской области Украины, полный кавалер ордена Трудовой славы.

## Биография
Семён Хохотва родился 12 августа 1930 года в селе Воздвижевка (ныне Гуляйпольский район Запорожской области Украины) в крестьянской семье. В 1944 году начал трудиться в колхозе имени Горького Гуляйпольского района прицепщиком, затем окончил курсы трактористов.
Семён был ударником коммунистического труда, наставником молодёжи, рационализатором. Не однократно выполнял сменную норму на 180—210 процентов, за что не раз был на районной доске почёта. Он также был участником Выставки достижений народного хозяйства Украинской ССР. 24 декабря 1976 года указом Президиума Верховного Совета СССР награждён орденом Трудовой Славы 3-й степени, а 6 июня 1984 года орденом Трудовой Славы 2-й степени.
7 августа 1991 года за достижение высоких результатов в увеличении производства и продажи сельскохозяйственной продукции на основе применения интенсивных технологий и передовых методов организации труда указом Президента СССР Семён Васильевич Хохотва награждён орденом Трудовой Славы 1-й степени.
В 1999 году вышел на пенсию и продолжал жить в селе Воздвижевка. Неоднократно избирался депутатом Воздвижевского сельского Совета народных депутатов. 14 августа 2017 года умер в селе Воздвижевка.

## Награды
- Орден Трудовой Славы I степени № 912, 7 августа 1991 года
- Орден Трудовой Славы II степени № 16990, 6 июня 1984 года
- Орден Трудовой Славы III степени № 180790, 24 декабря 1976 года
- Медаль «За трудовое отличие», 8 апреля 1971 года.

Он также награждён почётными грамотами Министерства сельского хозяйства Украинской ССР и Центрального комитета профсоюза работников сельского хозяйства, нагрудными знаками и медалями.

## Примечание
1. ↑  Хохотва Семён Васильевич. www.warheroes.ru. Дата обращения: 22 февраля 2020. Архивировано 25 декабря 2021 года.